# Faro de la Catedral de Bisáu
El Faro de la Catedral de Bisáu (en portugués: Farolim da Catedral de Bissau) es un faro localizado en la entrada del río Geba, en la ciudad de Bisáu, sector autónomo del mismo nombre, capital de la Guinea-Bisáu.
La linterna está instalada en la torre norte de la Catedral, siendo la parte posterior de la entrada de los muelles de Bissau, cerca de 320 m de la parte anterior.
Tiene una luz verde fija (fl. 2s, ec. 7s) y se encuentra operacional, siendo accesible a través de la catedral de Bisáu que está abierta al público.